# Île de Saadiyat
L'île de Saadiyat (en arabe : جزيرة سعديات, transcrit Ǧazīrat Saʿdīyāt selon la norme DIN 31635, « île du bonheur » en français) est une île de 2 700 hectares située à 500 mètres au large de la ville d'Abou Dabi, capitale des Émirats arabes unis.

## Géographie
Saadiyat est une île de sable plate qui se situe à 500 mètres de celle d'Abou Dabi. Elle occupe une superficie de 2 700 hectares et possède 30 kilomètres de rivage, dont les 2/3 sont des plages naturelles.
Des tortues imbriquées pondent sur l'île.

## Programme d'aménagement
Cette île fait l'objet d'un grand programme d'aménagement visant à en faire un gigantesque complexe touristico-culturel. À terme, 145 000 personnes doivent loger dans l'île. Ce projet prévoit des résidences, hôtels de luxe, marinas et terrains de golf, un quartier culturel, l'émirat d'Abou Dabi souhaitant faire de l'île un centre culturel de renommée mondiale.
Depuis 2005, des lots de terre sont en vente au public.
Parmi les projets culturels annoncés ou en cours, : 
- un musée classique ou musée du Louvre Abou Dabi, en coopération avec le musée du Louvre de Paris et construit par Jean Nouvel, inauguré en novembre 2017 ;
- un musée d'art moderne ou musée Guggenheim Abou Dabi, dont le bâtiment sera construit par Frank Gehry à partir de 2018 pour un coût de 400 millions d'euros ;
- le musée national Sheikh Zayed consacré à l'histoire des Émirats et confié à Norman Foster ;
- une cité des arts (Performing Art Center), construite par Zaha Hadid ;
- un musée maritime, construit par Tadao Ando ;
- une grande salle de concert ;
- un campus de la New York University inauguré en 2010 ;
- un centre des visiteurs de l'île ou Manarat Al Saadiyat (qui signifie "un lieu de lumières" en arabe) ;
- un parcours de golf avec vues sur l'océan ou Saadiyat Beach Golf Club, conçu par Gary Player.

En 2009, Human Rights Watch publie un rapport sur les conditions de travail des 2 500 ouvriers étrangers (Inde, Bangladesh, Thaïlande, Népal) sur l'île. Ce rapport révèle que les ouvriers gagnent seulement huit dollars par jour, pour des journées de douze heures. Les manifestations sont interdites, sous peine de renvoi dans son pays d'origine. Les passeports sont confisqués par les chefs de chantier.

## Galerie de photographies

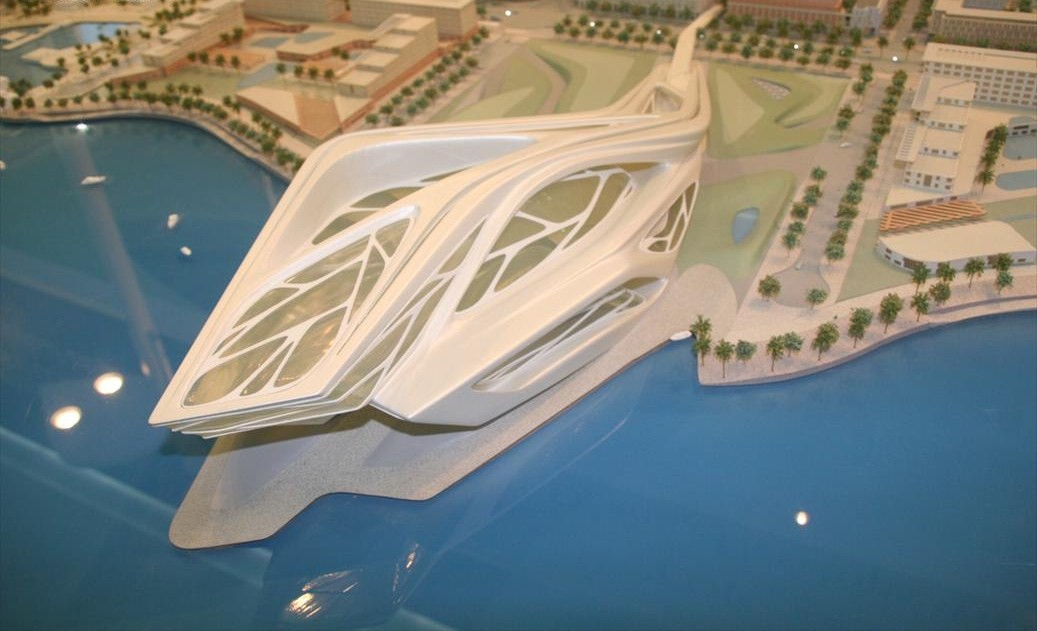
Maquette du Performing Arts Centre.
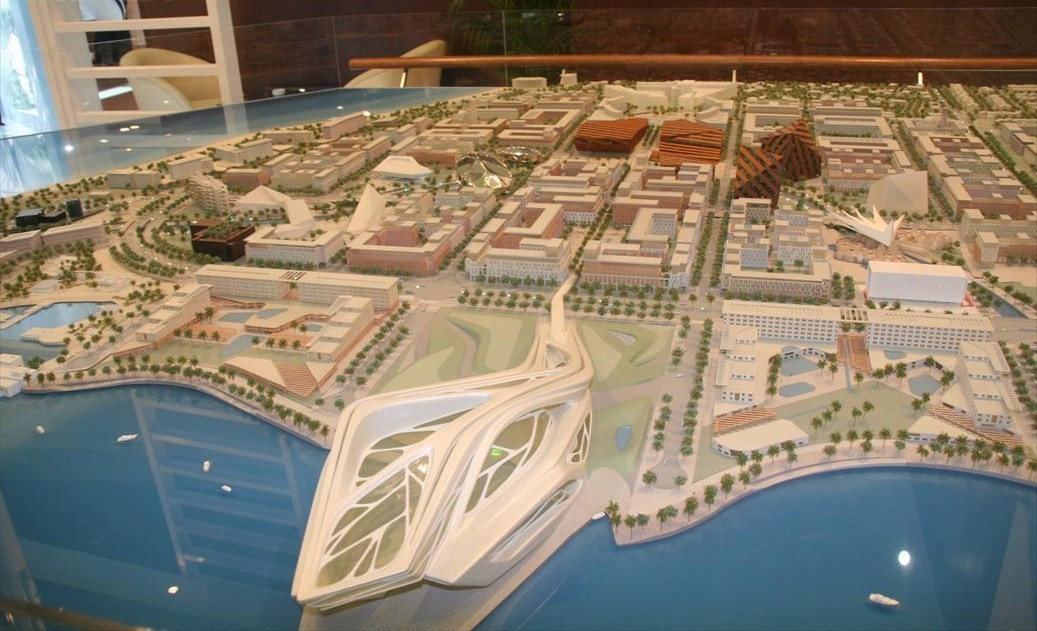
L'île de Saadiyat avec le Performing Arts Centre.
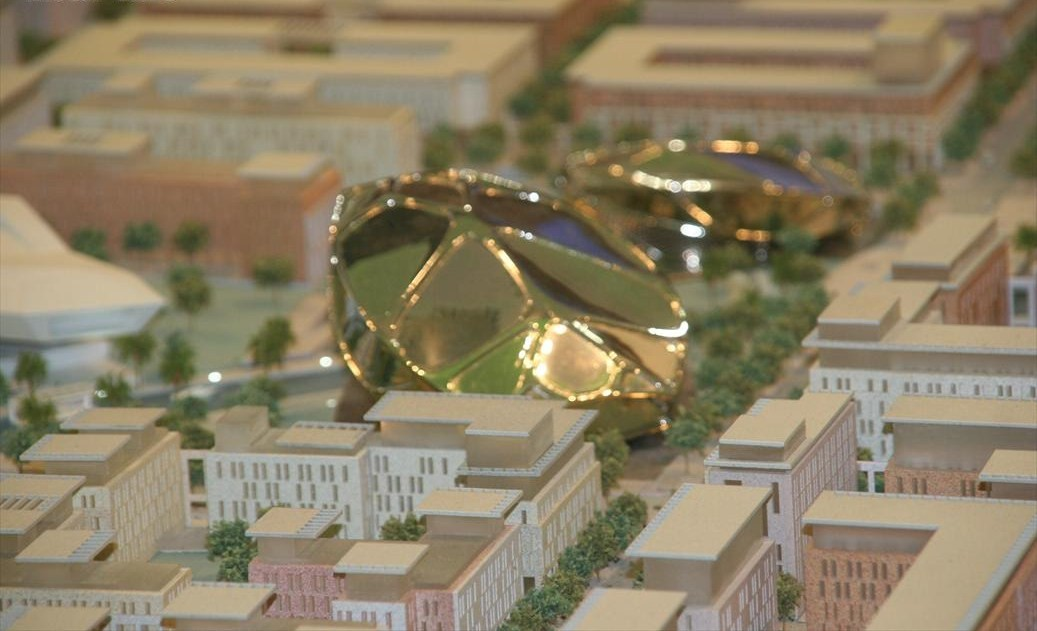
Détails de l'île de Saadiyat.
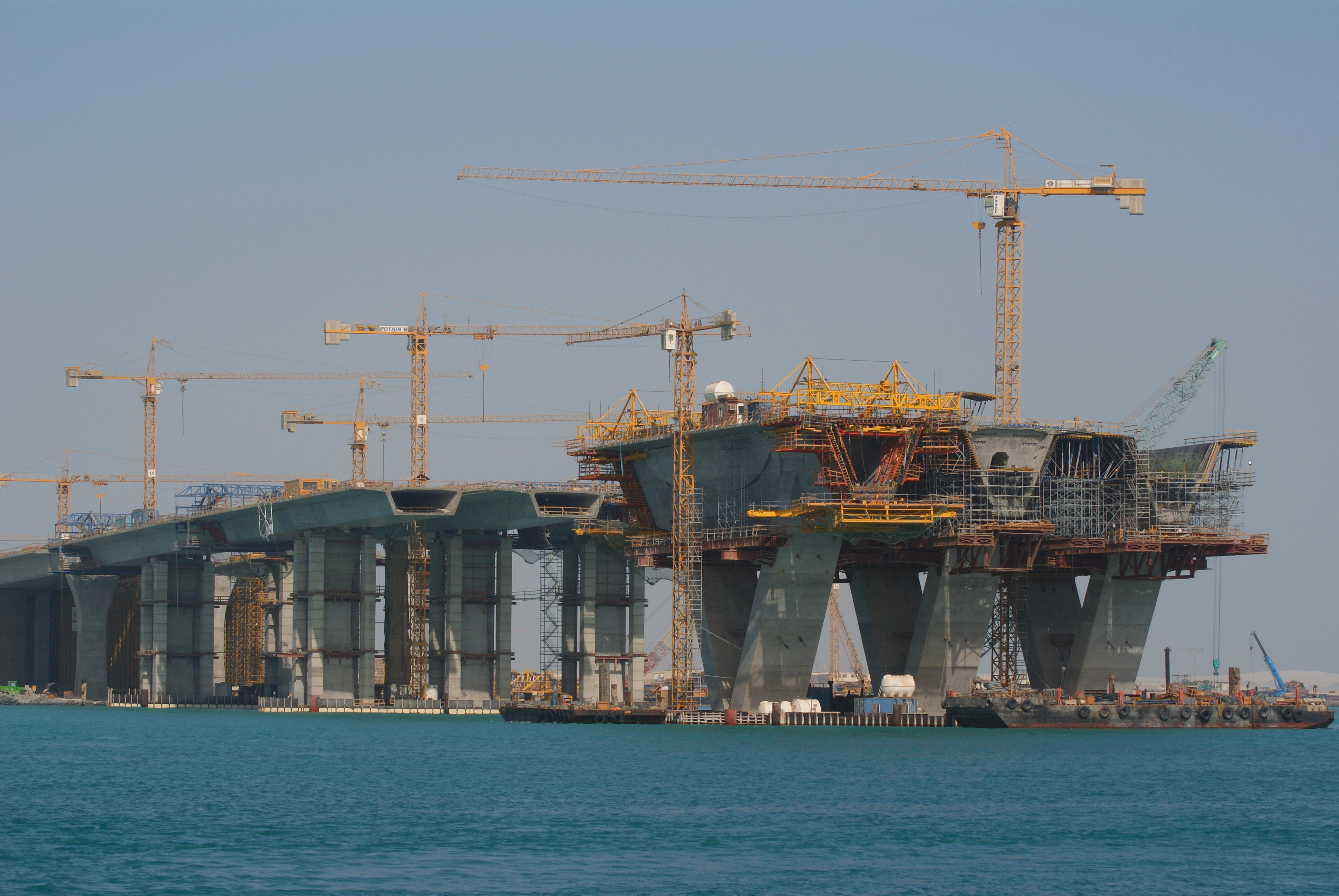
La construction de la route à dix voies reliant Saadiyat à Abou Dabi en 2008.